# 八打灵再也市足球俱乐部
八打灵再也市足球俱乐部（英語：Petaling Jaya City Football Club），简称为PJ City或PJFC，是马来西亚雪兰莪八打灵再也市的一家足球俱乐部，于2004年成立，前身为马来西亚印裔足球协会，2019年被QI集团收购，更名现时的八打灵再也市足球俱乐部，目前參加馬來西亞足球超級聯賽。

## 简介
2004年，马来西亚印裔足球协会正式成立，该协会成立的目的是希望让马来西亚印裔球员提供平台，协会成立后就开始参加及组织各种比赛。
2014年，马来西亚印裔足球协会将成立一支球员参加马来西亚足总联赛，该联赛为马来西亚足球第三级联赛。经历了两年的征战，2016年获得马来西亚足总联赛冠军，升级至马来西亚首要足球联赛。

2019年，原本获得升级马来西亚超级足球联赛资格的联邦土地复兴与统一足球会球队解散，排名在2018年马首联赛积分榜第三的马印裔足球会获得升级资格。由于必须达到马超联赛所需的财政条件，所以马印裔足球会进行品牌重塑，QI集团正式在2019年1月16收购马印裔足球会，更名为八打灵再也市足球俱乐部，以该名称参加马超联赛。

## 球队主场
球队主场设立在马来西亚八打灵再也的八打灵再也体育场，能容纳2万5千人。

## 荣誉
马来西亚足总联赛
- 冠军：2016